# 古筆了伴
古筆了伴（日语：／ Kohitsu Ryōhan */?，1790年—1853年8月28日）是日本的古筆鑑定家，本名平澤最恒，通稱是彌太郎，號一篷庵夢翁，生於寬政2年（1790年），死於嘉永6年7月24日（1853年8月28日）死去，古筆宗家第十代，其父是古筆了意。